# Das Blutgeld
Das Blutgeld è un cortometraggio muto del 1913 diretto da Friedrich Fehér. Per il regista, un attore teatrale, fu l'esordio in campo cinematografico.

## Produzione
Il film fu prodotto dalla Deutsche Mutoskop und Biograph (DMB).

## Distribuzione
A Berlino, il film uscì nel 1913 distribuito dalla Deutsche Mutoskop und Biograph (DMB).